# Banner Pilot
Banner Pilot is een Amerikaanse punkband uit Minneapolis, Minnesota. De stijl van de band is sterk beïnvloed door andere punkbands als Jawbreaker, The Lawrence Arms, en Hot Water Music.

## Geschiedenis
De band werd gevormd door Nate Gangelhoff en Nick Johnson in 2005 na het uiteenvallen van hun vorige band, Rivethead. De twee brachten hetzelfde jaar een demo in eigen beheer uit, waarmee ze positieve beoordelingen van zowel Punknews.org als Razorcake kregen. Kort hierna kwamen Mike Johnson en Danny Elston-Jones ook bij de band spelen. Het jaar daarop brachten ze de ep Pass the Poison uit en toerde de band langs de oostkust van de Verenigde Staten, waarmee ze de aandacht van Go-Kart Records trokken.
Eind 2007 en begin 2008 nam de band het debuutalbum Resignation Day op, dat werd uitgegeven via Go-Kart Records. Mike verliet de band om zich te kunnen concentreren op school en Corey Ayd werd zijn vervanger, die meespeelde op de tour langs de westkust die zomer.
In april 2009 tekende Banner Pilot bij Fat Wreck Chords. Hun eerste album via dit label, getiteld Collapser, werd uitgebracht op 1 september 2009. Kort hierna begon de band aan een tour samen met supportbands Dead to Me en Teenage Bottlerocket langs de oostkust om het album te promoten. Tijdens deze tour speelden ze ook op The Fest, een jaarlijks punkfestival in Gainesville, Florida.
In 2010 gaf Fat Wreck Chords het album Resignation Day opnieuw uit. In april 2010 ging Banner Pilot op de eerste tour in Europa, waar ze ook op Groezrock speelden.
In juli 2013 werd bekend dat de band dertien nieuwe nummers had geschreven en bezig was met een veertiende nummer voor een toekomstig album, dat elf of twaalf van de beste nummers zou bevatten. Het album, getiteld Souvenir, werd uiteindelijk uitgegeven in april 2014. In hetzelfde jaar verliet Corey Ayd de band en werd hij vervangen door Jeff Matika.

## Leden
| Huidige leden - Nick Johnson - zang, slaggitaar (2005-heden) - Nate Gangelhoff - basgitaar (2005-heden) - Danny Elston-Jones - drums (2005-heden) - Jeff Matika - gitaar (2014-heden) | Voormalige leden - Mike Johnson - gitaar (2005-2008) - Corey Ayd - gitaar (2008-2014) |

## Discografie
Studioalbums
- Resignation Day (2008)
- Collapser (2009)
- Heart Beats Pacific (2011)
- Souvenir (2014)

Ep's
- Pass the Poison (2006)

Splitalbums
- Banner Pilot/Monikers (2007)